# HMS Wishart (D67)
«Вішарт» (D67) (англ. HMS Wishart (D67) — військовий корабель, ескадрений міноносець типу «W» підкласу «Модифікований Торнкрофт» Королівського військово-морського флоту Великої Британії за часів Другої світової війни.
«Вішарт» був закладений 18 травня 1918 на верфі компанії John I. Thornycroft & Company, в містечку Вулстон. У червні 1920 року увійшов до складу Королівських ВМС Великої Британії.
27 червня 1941 року західніше Гібралтару глибинними бомбами та артилерійським вогнем знищив італійський підводний човен «Глауко». 2 травня 1942 року разом з есмінцем «Ресле» потопили глибинними бомбами та бомбами «Хеджхог» у Середземному морі східніше Картахени німецький підводний човен U-74.